# グローカル化
グローカル化（グローカルか、英: glocalization）は、全世界を同時に巻き込んでいく流れである「世界普遍化」（globalization）と、地域の特色や特性を考慮していく流れである「地域限定化」（localization）の2つの言葉を組み合わせた混成語である。カタカナでグローカリゼーションと書くこともある。俗に言う、「地球規模で考え、足元から行動せよ」（Think globally, act locally.）とも関連する言葉。

## 概略
次のような意味合いで使われる用語である。
1. 地球規模/多地域での展開を目指しながらも、地域の法律や文化に応じる形で提供される製品やサービス。
2. インターネットなどの電子コミュニケーション技術を活用し、地球規模/多地域の基準の下で提供される地域限定のサービス。
3. 地域の文化や需要に応じるために、世界的な企業が設立する現地法人、など。

具体例として、ハンバーガーショップの日本の店舗における「テリヤキバーガー」が挙げられる。地球全体とその部分は、別個に機能しているわけではなく、むしろ互いに関連していて切り離せないものである。ある場所を理解するためには、世界普遍化の流れに見られる2面性を考えることができる。世界普遍化の流れでは、同じ現象を世界中で目にする機会があるわけで、一部の人間の目にしか触れない地域限定化の流れでは、その影響力は比較にならない。しかしながら、多くの場合、特定の地域に世界普遍化の流れが及んでくると、それに対する抵抗が起こることが多いのも事実である。世界的な企業が新たなビルを建築しようとすると、その計画を辞めるように、または修正するようにを求める運動が起こるなどが、1つの例として挙げることが出来る。｢グローカリゼーション｣という言葉は、1980年代の日本企業が営業戦略として使用し始めたが、英語圏で使われるようになるには、1990年代のイギリス人社会学者のローランド・ロバートソンまで待たねばならない。またその後、ジグムント・バウマンが言葉をより一般的なものとしていったのである。

## 類似の概念
- ローカライゼーション - コンピュータやソフトウェアを現地語、単位、通貨に対応させる事。
- 国際化と地域化 - ソフトウェアを開発した環境とは異なる環境、特に外国や異文化に適合させる手段。
- グローバリゼーション - 社会的あるいは経済的な関連が、旧来の国家や地域などの境界を越えて、地球規模に拡大して様々な変化を引き起こす現象。